# Présumé innocent (roman)
Pour les articles homonymes, voir Présumé Innocent.
Présumé innocent (Presumed Innocent) est un thriller juridique américain de Scott Turow, paru en 1987.
La traduction française de Jean Clem est publiée par les éditions Albin Michel en 1988.

## Résumé
Le procureur de district adjoint principal du district fictif de Kindle est accusé du meurtre de sa collègue de travail, Carolyn Polhemus, une belle et brillante procureure associée. L’histoire est écrite à la première personne par l’accusé, Rožat "Rusty" Sabich. 
Carolyn Polhemus est trouvée morte dans son appartement, victime d’un bondage qui aurait mal tourné. Au départ, Rusty Sabish mène l’enquête comme le veut sa fonction, mais tout s'embrouille quand son patron et ami, Raymond Horgan, perd sa réélection au poste de procureur de district et qu’on découvre Rusty a été l’amant de Carolyn. En outre, au cours de l'enquête, les patrons nouvellement élus au bureau du procureur de district, Nico Della Guardia et son bras droit Tommy Molto, décident que les preuves sont suffisantes pour accuser Sabich du meurtre. La poursuite judiciaire est confiée à Tommy Molto et le cauchemar de Rusty prend de l’ampleur. Accusé du meurtre et trainé en justice, Rusty appelle à l'aide le meilleur avocat de la région, Sandy Stern, pour qu'il le défende au procès.

### Dénouement et révélations finales
Au procès, l'accusation repose sur des preuves circonstancielles. Finalement, grâce à des enquêtes parallèles et des arguments convaincants de la défense, le juge rejette l'affaire par manque de preuves concrètes.
Après le procès, la relation de Rusty avec Barbara se détériore encore. Rusty découvre que Barbara est en réalité la meurtrière de Carolyn, agissant par vengeance (dans la série télé, la meurtrière est sa fille). Pour protéger son fils, Rusty décide de ne pas révéler la vérité et nettoie la seule preuve contre lui.
Le roman se termine avec Rusty nommé pour terminer le mandat de Della Guardia, bien que ses perspectives de carrière restent incertaines. Il réfléchit sur les événements et conclut que son affaire avec Carolyn était une tentative d'échapper à une crise existentielle.

## Honneurs
Présumé innocent occupe la 48e place au classement des cent meilleurs romans policiers de tous les temps établi en 1990 par la Crime Writers' Association. 
Présumé innocent occupe aussi la 5e place au classement des cent meilleurs livres policiers de tous les temps établi par en 1995 l'association des Mystery Writers of America.

## Adaptations
L’adaptation cinématographique du roman, réalisée par Alan J. Pakula et mettant en vedette Harrison Ford, Raul Julia et Brian Dennehy, sort en 1990. Elle rapporte 22 millions de dollars, à l’échelle mondiale.
En 2024, une adaptation du roman sous forme de mini-série télévisée en 8 épisodes est créée par  David Edward Kelley sur Apple TV+, mettant en vedette Jake Gyllenhaal.